# Vendita a scopo di garanzia
La vendita a scopo di garanzia, nel diritto civile italiano, è un tipo particolare di vendita con patto di riscatto, che si ha quando il venditore si riserva di poter riacquistare la proprietà della cosa mediante:
1. dichiarazione unilaterale comunicata al compratore entro un termine prefissato (art. 1503 c.c.), che non può essere maggiore di due anni nella vendita di mobili e di cinque nella vendita di immobili.
2. restituzione del prezzo pagato, oltre ai rimborsi per spese o riparazioni necessarie (artt. 1500 e 1502).

Esempio: Tizio, anziché ricevere da Caio una somma a titolo di mutuo, vende a Caio un bene e ne riceve il prezzo: se al termine prefissato sarà in grado di restituire la somma, eserciterà il riscatto, altrimenti il bene rimarrà in proprietà di Caio.
Questo uso del patto di riscatto può costituire un caso di frode alla legge, quando sia diretto a eludere il divieto del patto commissorio: cioè di quel patto tra un creditore e un debitore con il quale si stabilisce che un bene passi in proprietà del creditore nel caso in cui il debito non venga pagato.